# Дубинець Іван Варфоломійович
Іван Варфоломійович Дубинець (за іншими даними — Іван Варфоломійович Дубина; 30 березня 1903, Медвин — 30 січня 1954, Нью-Йорк) — український політичний діяч (член-основоположник УРДП), журналіст, автор історико-мемуарного нарису про антирадянське повстання 1920—1921 років на Київщині — «Горить Медвин».

## Дитинство
Іван був п'ятою дитиною в сім'ї. Всього родина Варфоломія Дубини, що проживала на Дубинівці (тепер вулиця Богуславська у с. Медвин) мала 11 дітей, але лишилося живими лише восьмеро — чотири хлопці й чотири дівчини. Всупереч матеріальним нестаткам, усі хлопці здобули вищу освіту. Їх батько Варфоломій був народником, підтримував медвинську «Просвіту» — пішки ходив до Білої Церкви й Києва по літературу й усіляко заохочував своїх дітей до знань.
Іван ходив до церковно-приходської школи, а пізніше вчився в Медвинській вищій початковій (міністерській) школі. Ці роки були для нього переломними.

## Перші Визвольні Змагання
В роки революції 1917 року прийшла до нього національна свідомість, адже був свідком українського відродження. 1918 року почав учитися в Богуславській гімназії, яку згодом було перейменовано в учительську семінарію, а потім у педагогічну школу. Перебуваючи на літніх канікулах у Медвині, спостерігав за перебігом збройної боротьби в період Перших Визвольних Змагань на селі, що через багато років у еміграції відбилося в історичному нарисі «Горить Медвин».

## Міжвоєнна доба
Упродовж 1921—1926 років Іван Дубинець учителював у Медвинській семирічній школі, разом з учнями досліджував скіфські кургани в Гірчаковому лісі. З 1926 року навчається в Київському інституті народної освіти на природничому відділі, який закінчив 1930 року. Він проявив себе як здібний геолог та науковець, його перу належить близько трьох десятків наукових праць. Особливу увагу Іван Дубинець приділяв відкриттю та вивченню графітових родовищ в Україні.

## Другі Визвольні Змагання

Іван Дубинець, Галина та Іван Багряні. ІІІ З'їзд УРДП, травень 1949 року. м. Новий Ульм (Німеччина)

Друга світова війна застала Дубинця в Києві. Коли німці зайняли Київ, він з головою поринає в громадсько-політичну роботу. Його обирають секретарем Президії новоствореної Української Національної Ради. Два рази був заарештований гестапо, третього арешту уникнув втечею з Києва. Щоб не попасти під більшовицьку окупацію, вирушив на Захід. У 1944 році опинився в Австрії, а в 1945 році в Німеччині, в таборі для переміщених осіб в Новому Ульмі. Там він працює в управі табору культосвітнім референтом і одночасно в газеті «Українські вісті». Він належав до ініціативної групи із створення Української революційно — демократичної партії (УРДП), у якій незмінно був членом Центрального комітету. Іван Варфоломійович був учасником багатьох з'їздів різних українських організацій, таких як Союз українських журналістів, українських науковців, викладачів, а в Українському університеті в Авгсбурзі читав курс геології.
   
І. Дубинець був другом та соратником Івана Багряного, відомого письменника, голови Української революційно-демократичної партії. За його завданням у 1949 році переїздить до США. Квартира Дубинця в Нью-Йорку стає своєрідним штабом, через який проходив зв'язок з Європою та навколишнім емігрантським світом. Тут розгортається в найширшому обсязі громадсько-політична діяльність Івана Дубинця. Він ініціює акцію допомоги в переселенні до США втікачів з України, висилаючи їм відповідні папери-виклики, був учасником організації ДОБРУСу (добровільного об"єднання бувших репресованих українців) і його головою до 1953 року та членом головної управи УРДП в США. Він організатор акцій протесту проти геноциду в СРСР, зокрема маніфестацій у 20-ти річчя голоду в Україні 1932 — 1933 рр. Ці маніфестації прокотилися хвилею по США та інших країнах Заходу. Найбільшою його працею і заслугою є збірка матеріалів і документів про голод в Україні 1932—1933 років, що стали основним матеріалом другого тому, який видав «ДОБРУС» у 1955 році англійською мовою під назвою «Біла книга про чорні діла Кремля».

## Стосунки з Іваном Багряним

Іван Дубинець востанні роки життя.

Велику допомогу надавав Іван Дубинець Івану Багряному у видавництві та розповсюдженні його творів, збирав кошти та організовував презентації. Земляки з Медвина Федір та Олександра Бражники допомогли видати «Сад Гетсиманський». Вони пізніше, в 60-х роках ХХ століття. доправили в рідний Медвин книжку «Горить Медвин» Івана Дубинця. Сам автор планував продовжити роботу над темою медвинського повстання. В листі до Івана Багряного від 10 березня 1952 року І. Дубинець писав:
|  | Дорогий Друже Іване! Я не раз думав над тим, що ця тема була б цікавим матеріалом для повісти-роману… Це («Горить Медвин») подане тільки про 1920 рік. Але в Медвині було далеко ширше і більше повстання, що тоді обіймало всю Канівщину 1919 року. Про ті часи я збираю матеріал не тільки свій, а й від інших учасників, а таких є. Так, випустивши цю брошурку («Медвин Горить»), я віднайшов свого земляка, що брав участь у повстанні 1919 і 20 року, Миколу Василенка, начальника штабу Медвинського повстання, якого згадую в своїй брошурі. Він є аж в Аргентині… |

## Смерть

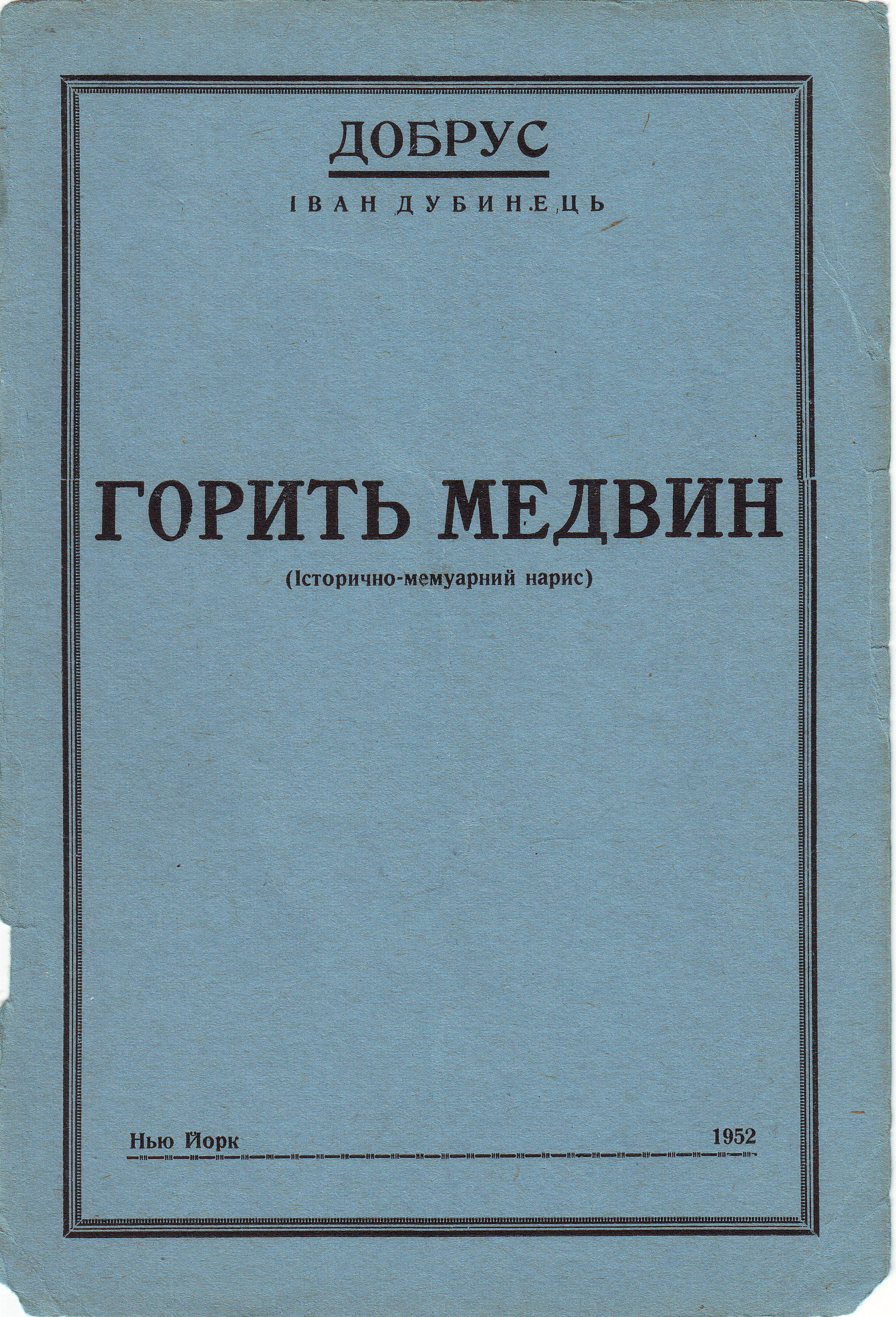
Книга Івана Варфоломійовича Дубини (Дубинця) «Горить Медвин» видана в Нью-Йорку в 1952 році

Іван Дубинець так і не завершив роботу над новою книгою. 30 січня 1954 року друзі знайшли Івана Дубинця мертвим у власній квартирі — все виглядало як побутове отруєння газом під час приготування їжі. За однією з версій Іван Дубинець став жертвою КДБ.

## Твори
- Дубина І. В. Штрес-мінерали в дослідженні тектоніки докембрію. Геологічний журнал АН УРСР, 1934, № 2.
- Дубина І. В. Графіт у докембрії УРСР. Вісті Академії наук Української Радянської Соціалістичної Республіки: щомісячний журнал. — Київ: АН УСРР. № 2-3 . — 1937.[4] — 152, [1] c. — С. 87-98.
- Дубина И. В. Графитовые месторождения Украинской ССР / Дубина И. В. — Харьков, 1939. — 208 с.